# Dolejší mlýn (Radotín)
Dolejší mlýn v Radotíně (Šnajberkův, Smaltovna) je vodní mlýn v Praze 5, který stojí na Radotínském potoce poblíž jeho ústí do Berounky.

## Historie
Vodní mlýn se v záznamech vyskytuje od roku 1432. Roku 1587 byl v držení zbraslavského kláštera. Během třicetileté války nebyl v provozu a zpustl, ale již v roce 1653 je v soupise zaznamenán jako „mlejn Panskej“.
Roku 1864 byl v mlýně umístěn nově založený radotínský Poštovní úřad. Po zrušení mlýna po roce 1910 objekt koupil Antonín Vichr, který zde zřídil firmu Vichr a synové - výroba kovozboží, později kovového nábytku. Na konci 1. světové války jej koupil pan Broulim a vybudoval zde smaltovnu. Po znárodnění roku 1949 byla smaltovna v provozu jako družstvo Smalt. Po roce 1989 byl areál přestavěn na hotel s restaurací.

## Popis
Zděná mlýnská budova stála na jižní straně dvora. Mlýn měl dvě mlýnská kola umístěná na jižní straně mlýnice, kam vedla voda náhonem. V roce 1930 měla smaltovna jednu Francisovu turbínu spád 5,5 metru a výkon 8 HP.